# Załom-Kasztanowe
Załom-Kasztanowe (do 2012 roku Załom) – osiedle administracyjne Szczecina, będące jednostką pomocniczą miasta.
Według systemu TERYT nazwa części miasta brzmi Osiedle-Załom.
Położone na północno-wschodnim krańcu dzielnicy Prawobrzeże, na północ i zachód od drogi krajowej nr 3 łączącej Szczecin i osiedle Dąbie z Goleniowem i Świnoujściem, przy stacji kolejowej Szczecin Załom. Graniczy ze wsią Załom (gmina Goleniów).
Według danych z 15 kwietnia 2012 na pobyt stały w osiedlu zameldowanych było 3597 osób. Większość zamieszkuje osiedle Kasztanowe.
Załom-Kasztanowe jest otoczone przez lasy Puszczy Goleniowskiej.
W skład osiedla administracyjnego wchodzą Osiedle Załom i Osiedle Kasztanowe. Sieć drogową tworzy kilka ulic: Kablowa, Produkcyjna, fragment Lubczyńskiej i oraz uliczki Osiedla Kasztanowego. Komunikację z innymi osiedlami zapewniają linie autobusowe 77 i 96, pospieszna C, nocna 522 oraz pociągi osobowe ze stacji kolejowej Szczecin Załom.

## Historia
W roku 1934 wybudowano filię koncernu Stoewer-Werke i uruchomiono produkcję silników samochodowych. W roku 1937 przekształcono w zakłady silników samolotowych „Pommersche Motorenbau GmbH Stettin” samodzielne zakłady Pommersche Motorenbau GmbH produkujące silniki do samolotów Junkers. Osiedle od 15 października 1939 wchodziło w skład Wielkiego Szczecina, po 1945 należało kolejno do ówczesnych powiatów: gryfińskiego (do 1948), nowogardzkiego (do 1954) i goleniowskiego. W granice administracyjne miasta zostało ponownie włączone w 1964.
Polską nazwę Załom wprowadzono oficjalnie na mocy rozporządzenia ministrów Administracji Publicznej i Ziem Odzyskanych z dnia 15 marca 1947 roku. Przez pierwsze powojenne miesiące tymczasową, nieoficjalną nazwą był Wołynin.
31 grudnia 1964 obszar ten (315,21 ha) odłączono od wsi Załom w gromadzie Kliniska Wielkie (powiat goleniowski) i włączono do Szczecina.
Dnia 26 marca 2012 roku osiedle administracyjne Załom zmieniło nazwę na Załom-Kasztanowe.

## Przyroda
Na zachodnim krańcu osiedla, u zbiegu ulic Lubczyńskiej i Leśniczówka Załom, liczne pomniki przyrody: aleja 26. dębów szypułkowych (Quercus robur) o obwodach 123–472 cm i wysokości 20–26 m, pojedyncze okazy dębu szypułkowego (Quercus robur) o obwodzie 370 cm i wysokości 24 m oraz o obwodzie 400 cm i wysokości 26 m.
Przy stacji kolejowej Szczecin Załom węzeł znakowanych szlaków turystycznych:
- Szlak Rekowski do Rekowa
- Szlak Anny Jagiellonki do Stargardu

## Samorząd mieszkańców
Rada Osiedla Załom-Kasztanowe liczy 15 członków. Samorząd osiedla Załom-Kasztanowe został ustanowiony w 1990 roku. W dniu 26 marca 2012 roku Rada Miasta Szczecin Uchwałą nr XVII/484/12 zmieniła nazwę osiedla administracyjnego na Załom-Kasztanowe, tym samym samorząd osiedla stał się Radą Osiedla Załom-Kasztanowe.

### Dane statystyczne z wyborów do rady osiedla od 2003 r.
| Data       | Liczba uprawnionych | Frekwencja |
| ---------- | ------------------- | ---------- |
| 13.04.2003 | 3 265               | 3,92%      |
| 20.05.2007 | 2 928               | 3,52%      |
| 22.05.2011 | 2 945               | 5,91%      |

Na terenie Osiedla Załom-Kasztanowe ma siedzibę istniejący od 1966 roku Osiedlowy Klub Piłkarski „Jeziorak Szczecin”.